# Uherčice (Znojmói járás)
Uherčice település Csehországban, a Znojmói járásban (németül Ungarschitz) Uherčice Korolupy, Podhradí nad Dyjí, Stálky, Dešná, Lubnice és Vratěnín településekkel határos. Lakosainak száma 380 fő (2024. január 1.).

## Népesség
A település lakosságának változását az alábbi diagram mutatja:
| Lakosok száma | 690  | 648  | 761  | 561  | 432  | 428  | 383  | 384  | 350  | 380  |
|               | 1869 | 1890 | 1921 | 1950 | 1980 | 2001 | 2017 | 2019 | 2022 | 2024 |